# Плочка от Градешница
 Плочката от Градешница  е открита през 1969 г. в северозападна България (с. Градешница, област Враца). Тя е важен източник за историята на Европа в края на неолита и за пра-писмото, познато като дунавска протописменост.
Находката е датирана около 5-о хилядолетие пр.н.е. и се съхранява в Регионалния исторически музей в град Враца.
Открита е при археологически разкопки, водени от Богдан Николов, който публикува първото съобщение за нея. Знаците върху нея се приемат за писменост от палео-езиковеда Владимир Георгиев. От самото начало се прави хипотеза, че символиката на обратната страна е свързана с луната и нейните промени и това води голяма част от опитите за интерпретация. В 2005 г. експертът Марко Мерлини, който е създателят на базата данни за Дунавската писменост DatDas, публикува обстойна статия с разнообразни аргументи за прочити в тази насока.

## Откритие и културен контекст
Праисторическото селище, в което е открита глинената плочка с писмени знаци е открито през 1961 година от научен екип с ръководител ст.н.с Богдан Николов. Проучването му трае от 1963 до 1969 година. Селището е един от най-оригиналните представители на културите с врязан геометричен орнамент. То е синхронно с обектите Караново V (Марица) от Южна България, с културата Винча – Турдаш от Сърбия, културите Боян – Видра и Гумелница в Румъния, датирани от първата половина на Енеолитната епоха.
Първите обитатели на селището са се заселили на мястото през първата половина на Енеолита – към втората половина на IV хил. пр. Хр., като обитавали селището за сравнително кратък период от време, след което напуснали селището завинаги. Това население било уседнало земеделско-скотовъдно население, имащо добре развито грънчарство и проявяващо ярко своя духовен живот в орнаментиката, идолната пластика и различните предмети свързани с култовите практики.
Глинената плочка с писмени знаци е разкрита по време на разкопките през 1969 година върху пода на жилище №1 на строителния хоризонт, датирано от ранния Енеолит. Жилището се отличава по своите размери и разпределение от останалите известни жилища в рамките на селището. То е разделено на две идентични по големина помещения, свързани помежду си с вход. В северното помещение е разкрита пещ, хромел и около десет на брой глинени съдове с различна форма и украса. В южното помещение са открити две плитки паници, като едната е с врязана човешка фигура на дъното, а другата с писмени знаци. В югоизточната част на същото помещение върху пода е намерен хубаво запазен глинен идол и глинената плочка с писмени знаци. Според Богдан Николов това помещение по всяка вероятност е имал култово предназначение.

## Описание и особености
Глинената плочка с писмени знаци има по-скоро формата на плитък съд с правоъгълна основа, с ниски, изтънени и наклонени навън стени. Тя е изработена от глина с примеси на ситно счукани късове от употребявани глинени съдове и растения. Това е кераминча техника, характерна за почти всички глинени съдове и фигурки открити в селището, чрез които се е целяло да се обезводни глината и да се намали нейната свиваемост и да се направи пластична. След като е била завършена плочката, повърхността ѝ е била измазана с по-рядко забъркана глина. След изсъхването на повърхността до определена влажност върху плочката са били начертани знаците.
Обратна страна на плочката е украсена с врязан геометричен орнамент разположен напречно на дължината на правоъгълната ѝ форма. В този орнамент изследователите различават стилизирана човешка фигура, начертана с двойни успоредни линии. Фигурата е изправена, а главата ѝ е изразена с един равнобедрен триъгълник, обърнат с основата нагоре. Тялото на фигурата е ромб, от чиито странични върхове излизат ръцете. Те са вдигнати под прав ъгъл нагоре, като сочат към лицето. Краката са изразени с равнобедрен триъгълник, по-малък от този на главата, поставен с основата надолу. Според Б.Николов макар и доста схематично представена, фигурата е поставена в адорантна поза, при която най-голямо внимание е отделено на положението на ръцете. Николов изказва мнението че позата на човешката фигура говори за култово предназначение на плочката. Около фигурата има знаци, които напомнят за тези от лицевата страна на плочката.
На двете челни страни, върху обратната плоскост на плочката, има по един овален израстък, пробит вертикално, служил вероятно за окачване на плочката.
Лицевата страна е по-усърдно загладена. Изтънените странични ръбове, които са леко издадени към тази плоскост имат предназначение да предпазват от триене и повреждане т.нар. „текст върху лицевата страна“. Николов не намира друго предназначение на ръбовете, които са издадени на около 0,05 сантиметра от повърхността.
Цялата лицева плоскост е разделена от четири врязани хоризонтални линии на четири нееднакви по ширина полета. Горните две са най-широки, а четвъртото отдолу е най-тясно. Двете средни полета и част от горното поле са ограничени от двете страни с по една врязана вертикална линия, направени допълнително. Изписването на знаците върху повърхността на плочката е направено с твърдо острие още докато глината е била в процес на втвърдяване. Знаците вероятно са изписвани с дясната ръка от ляво надясно. Върху горното хоризонтално поле са различими пет знака, а върху следващото шест; на третото – пет, а върху последното пето поле – осем. Общият брой на знаците е 24. Никъде върху тези знаци на плочката няма следи от инкрустации – техника, типична за декорацията на керамиката открито в селището при Градешница.

## Свързани археологически находки
Глинената плочка с надписи от Градешница е втората археологическа находка от подобен тип, датирана от епохата на Енеолита, след кръглия глинен печат с надпис от Караново. Три други глинени плочки с писмени знаци са открити на територията на паристорическо селище при Търтърия, на територията на днешна Румъния.
Глиненият печат от Караново е намерен в жилище от културния пласт обозначен като Караново VI и в сравнение с плочката от Градешница е по-късен като датировка.